# جورج براور
جورج براور (بالألمانية: Georg Brauer)‏ هو كيميائي ألماني، ولد في 11 أبريل 1908 في بوخوم في ألمانيا، وتوفي في 26 فبراير 2001 في فرايبورغ في ألمانيا.